# Aespa
Cette page contient des caractères spéciaux ou non latins. S’ils s’affichent mal (▯, ?, etc.), consultez la page d’aide Unicode.
Aespa (hangeul : 에스파 ; stylisé aespa ou æspa) est un girl group sud-coréen de K-pop, originaire de Séoul. Formé par SM Entertainment, le groupe est composé de quatre membres : Karina, Giselle, Winter et Ningning. Le groupe fait ses débuts le 17 novembre 2020 avec le single Black Mamba. 
En 2021, Aespa se voit décerner le titre de meilleur nouvel artiste de l'année aux cinq plus grandes cérémonies de récompenses musicales de Corée du Sud, à savoir les MelOn Music Awards, les MAMA Awards, les Golden Disc Awards, les Circle Chart Music Awards et les Seoul Music Awards, faisant du groupe le second groupe féminin de K-pop de l’Histoire à remporter un Rookie Grand Slam.
En 2024, Aespa se voit décerner le Grand Prix de la Chanson de l'année pour son titre Supernova aux MAMA Awards et aux Golden Disc Awards,. En plus cette récompense, le groupe reçoit également les Grand Prix de l'« artiste de l'année » et de l'« album de l'année » aux MelOn Music Awards.

## Nom et concept
Le nom du groupe, aespa, est une combinaison de « æ », renvoyant à la notion de « Avatar X Experience » et du mot « aspect », signifiant une expérience à double face.
Le groupe se démarque par un concept s'apparentant à un métavers qui met en vedette les membres accompagnées de leurs avatars virtuels dotés d’une intelligence artificielle et appelés « æs » (prononcé « eyes »). Les membres résidant dans le monde réel et les avatars dans le monde virtuel se retrouvent dans un monde numérique intermédiaire où elles communiquent et coexistent.

## Histoire
Le 26 octobre 2020, SM Entertainment annonce le lancement d’un nouveau groupe féminin, le premier depuis Red Velvet qui fait ses débuts 6 ans auparavant. L’agence SM dévoile les membres formant le groupe : Winter est la première dévoilée, suivie de Karina, Ningning et Giselle. Le 17 novembre, Aespa débute avec son premier single Black Mamba. Le clip vidéo de ce single qui constitue la base de la trame narrative du groupe obtiendra le nombre de vues le plus élevé en 24h pour un premier clip vidéo K-pop. Le 17 janvier 2021, le groupe remporte pour la première fois la première place d’une émission de classement musical sur Inkigayo.
Le 29 janvier 2021, SM Entertainment annonce qu'Aespa sortira un nouveau single intitulé Forever, un remake d'un single de Yoo Young-jin. Le single sort le 5 février 2021 accompagné d'un clip. Le 4 mai 2021, SM Entertainment annonce un nouveau single intitulé Next Level, un remake du film américain Fast and Furious. Le 22 juillet 2021, SM Entertainment annonce qu'Aespa a signé avec Creative Artists Agency pour leurs futures activités aux États-Unis. Le 5 octobre 2021, Aespa sort son premier mini album intitulé Savage qui contient un titre principal homonyme. Le 20 décembre 2021, le groupe sort un remake de S.E.S. intitulé Dreams Come True.
Le 23 avril 2022, Aespa est le premier groupe de K-pop à faire une représentation sur la scène principale du festival américain Coachella, celle qui regroupe les artistes populaires et les têtes d'affiche de l'événement. Le mois suivant, le groupe est inclus dans la liste des leaders de la prochaine génération par le magazine américain Time,. Il a également été listé dans le Forbes 30 Under 30 pour la catégorie Entertainment & Sport. Début juin 2022, SM Entertainment annonce qu'Aespa sortira son second mini-album Girls le 8 juillet. Une semaine après cette annonce, les précommandes pour Girls ont dépassé le million d’exemplaires. La veille de la sortie de l'album, les précommandes s'élevaient à plus de 1,61 million d'unités faisant de Girls l'album avec le plus grand nombre de précommandes pour un girl group de K-pop de l'histoire. Toujours début juin, SM Entertainment signe un accord de distribution globale avec Warner Records, faisant d'Aespa le premier groupe de K-pop féminin produit par le label de disques américain. Le 20 juin 2022, une vidéo intitulée Aespa 에스파 ‘ep2. Next Level’ – SM Culture Universe qui fait suite à la vidéo aespa 에스파 'ep1. Black Mamba' - SM Culture Universe est publiée sur la chaîne YouTube officielle du groupe.
En juillet 2022, Aespa participe au Forum politique de haut niveau pour le développement durable de l’ONU. Les membres y prononcent un discours sur les objectifs de développement durable en lien avec l’évolution du métavers. En septembre 2022, le groupe lance une collection de NFTs avec l'artiste Artist Blake Kathryn et mise aux enchères par Sotheby's,.
Le 8 mai 2023, Aespa font leur retour avec un troisième EP intitulé My World. Avant la sortie de l'EP, des clips vidéo sont publiés sur la chaîne YouTube d'Aespa pour les titres I'm Unhappy, Salty and Sweet, Thirsty et Welcome to My World, les 2, 3, 4 et 7 mai 2023. Le clip vidéo du titre Spicy sort le 8 mai 2023, le même jour que l'EP. Deux semaines après la sortie de l'album, ce dernier s'écoule à plus de deux millions d'exemplaires et se hisse à la première place du classement. Aespa détient le record du groupe féminin ayant vendu deux millions d'album le plus rapidement.  En préparation de la sortie du single Better Things, un sitcom de trois épisodes est diffusé sur la chaîne YouTube d'Aespa[source secondaire souhaitée]. Le 18 août 2023, Aespa dévoilent le nouveau single ainsi que le clip vidéo, entièrement en anglais.

## Partenariats commerciaux

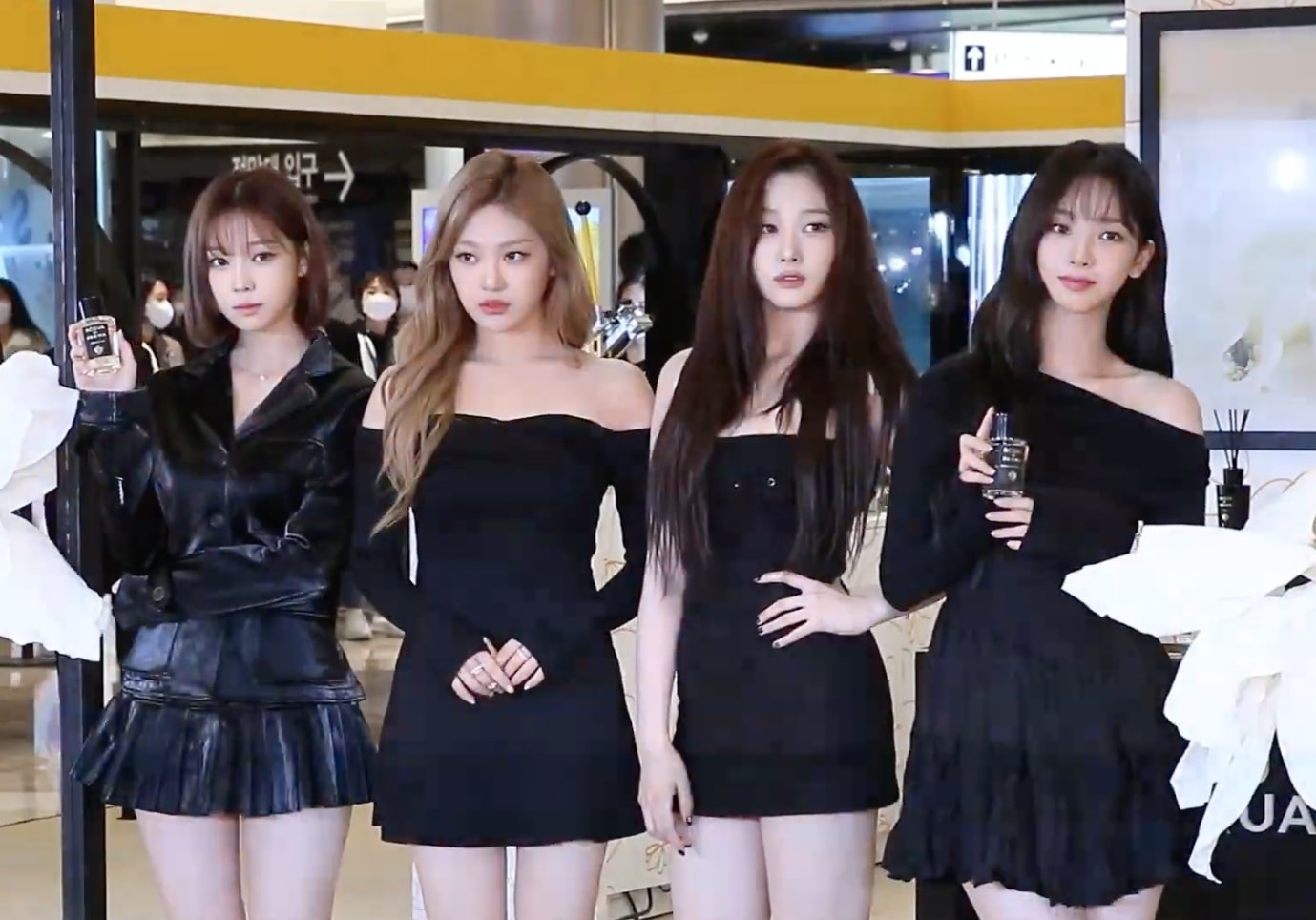
Aespa pour Acqua di Parma en 2022.

Le 2 novembre 2020, moins d’une semaine après sa révélation en tant que membre d'Aespa, Karina apparaît avec Kai  lors d’un showcase en ligne organisé dans le cadre d’une partenariat promotionnelle entre Hyundai Motor Company et SM Entertainment.
Le 10 février 2021, Aespa est annoncé comme ambassadeur 2021 de la marque de luxe française Givenchy, devenant ainsi le premier artiste K-pop à être choisi comme ambassadeur de cette marque. En août de la même année, le groupe obtient des contrats publicitaires avec la marque de cosmétiques sud-coréenne Clio, la marque de soins pour la peau Mediheal et la marque française de vêtements de sport Eider,,. En novembre, c’est pour la marque de parfumerie italienne Acqua di Parma que le groupe pose

## Membres
| Nom de scène | Nom de scène | Nom de naissance | Nom de naissance | Date de naissance | Nationalité  | Positions                                                           |
| Romanisé     | Coréen       | Romanisé         | Cor./jap./chi    | Date de naissance | Nationalité  | Positions                                                           |
| ------------ | ------------ | ---------------- | ---------------- | ----------------- | ------------ | ------------------------------------------------------------------- |
| Karina       | 카리나       | Yoo Ji-min       | 유지민           | 11 avril 2000     | Sud-coréenne | Danseuse, rappeuse, chanteuse, leader, centre, unnie (la plus âgée) |
| Giselle      | 지젤         | Uchinaga Aeri    | 内永 枝利        | 30 octobre 2000   | Japonaise    | Rappeuse, chanteuse                                                 |
| Winter       | 윈터         | Kim Min-jeong    | 김민정           | 1er janvier 2001  | Sud-coréenne | Chanteuse, danseuse                                                 |
| Ningning     | 닝닝         | Ning Yizhuo      | 宁艺卓           | 23 octobre 2002   | Chinoise     | Chanteuse, danseuse, maknae (la plus jeune)                         |

## Discographie

### Albums
| Année                                                                          | Titre      | Détails                                                                                                 | Classements | Classements | Classements | Classements | Classements | Ventes                                                                  |
| Année                                                                          | Titre      | Détails                                                                                                 | COR         | JAP         | ALL         | FRA         | USA         | Ventes                                                                  |
| ------------------------------------------------------------------------------ | ---------- | --- | ----------- | ----------- | ----------- | ----------- | ----------- | ----------------------------------------------------------------------- |
| 2021                                                                           | Savage     | - Date de sortie : 5 octobre 2021 - Label : SM Entertainment - Format : mini-album (EP)                 | 1           | 6           | —           | —           | 20          | - COR : plus de 792 000 - JAP : plus de 28 300 - USA : plus de 17 500   |
| 2022                                                                           | Girls      | - Date de sortie : 8 juillet 2022 - Labels : SM Entertainment, Warner Rec. - Format : mini-album (EP)   | 1           | 3           | —           | 79          | 3           | - COR : plus de 1 840 000 - JAP : plus de 65 500 - USA : plus de 71 000 |
| 2023                                                                           | My World   | - Date de sortie : 8 mai 2023 - Labels : SM Entertainment, Warner Rec. - Format : mini-album (EP)       | 1           | 3           | —           | 26          | 9           | - COR : plus de 2 148 000 - JAP : plus de 52 700 - USA : plus de 62 000 |
| 2023                                                                           | Drama      | - Date de sortie : 10 novembre 2023 - Labels : SM Entertainment, Warner Rec. - Format : mini-album (EP) | 3           | 5           | —           | 30          | 33          | - COR : plus de 1 381 000 - JAP : plus de 28 100 - USA : plus de 18 000 |
| 2024                                                                           | Armageddon | - Date de sortie : 27 mai 2024 - Labels : SM Entertainment, Virgin Music - Format : album studio        | 2           | 3           | 45          | 77          | 25          | - COR : plus de 1 429 000 - JAP : plus de 36 400 - USA : plus de 18 000 |
| 2024                                                                           | Whiplash   | - Date de sortie : 21 octobre 2024 - Labels : SM Entertainment, Virgin Music - Format : mini-album (EP) | 1           | 4           | —           | 79          | 50          | - COR : plus de 1 119 000 - JAP : plus de 44 500 - USA : plus de 14 000 |
| 2025                                                                           | Rich Man   | - Date de sortie : 5 septembre 2025 - Labels : SM Entertainment, Warner Rec. - Format : mini-album (EP) |             |             |             |             |             |                                                                         |
| « — » indique que l'album ne s'est pas classé ou n'est pas sorti dans ce pays. |            | |             |             |             |             |             |                                                                         |

### Singles
| Année                                                              | Titre                             | Meilleures positions | Meilleures positions | Meilleures positions | Meilleures positions | Meilleures positions | Album      |
| Année                                                              | Titre                             | COR                  | JAP                  | CAN                  | USA World            | MON                  | Album      |
| Coréens                                                            | Coréens                           | Coréens              | Coréens              | Coréens              | Coréens              | Coréens              | Coréens    |
| ------------------------------------------------------------------ | --------------------------------- | -------------------- | -------------------- | -------------------- | -------------------- | -------------------- | ---------- |
| 2020                                                               | Black Mamba                       | 49                   | —                    | —                    | 5                    | 138                  | Hors album |
| 2021                                                               | Forever (약속)                    | —                    | —                    | —                    | 11                   | —                    | Hors album |
| 2021                                                               | Next Level                        | 2                    | 77                   | —                    | 3                    | 65                   | Hors album |
| 2021                                                               | Savage                            | 2                    | 60                   | —                    | 13                   | 39                   | Savage     |
| 2022                                                               | Illusion (도깨비불)               | 14                   | —                    | —                    | —                    | —                    | Girls      |
| 2022                                                               | Girls                             | 8                    | 30                   | —                    | 6                    | 42                   | Girls      |
| 2023                                                               | Welcome To My World (feat. nævis) | 64                   | —                    | —                    | —                    | —                    | My World   |
| 2023                                                               | Spicy                             | 2                    | 64                   | —                    | 6                    | 70                   | My World   |
| 2023                                                               | Drama                             | 2                    | 34                   | —                    | 8                    | 38                   | Drama      |
| 2024                                                               | Supernova                         | 1                    | 25                   | —                    | 5                    | 17                   | Armageddon |
| 2024                                                               | Armageddon                        | 4                    | 63                   | —                    | —                    | 28                   | Armageddon |
| 2024                                                               | Whiplash                          | 2                    | 7                    | 90                   | —                    | 8                    | Whiplash   |
| 2025                                                               | Dirty Work                        | 2                    | 4                    | —                    | —                    | 5                    | Hors album |
| Anglais                                                            |                                   |                      |                      |                      |                      |                      |            |
| 2022                                                               | Life's Too Short (English Ver.)   | 47                   | 91                   | —                    | —                    | 184                  | Girls      |
| 2023                                                               | Better Things                     | 50                   | —                    | —                    | —                    | 175                  | Hors album |
| Japonais                                                           |                                   |                      |                      |                      |                      |                      |            |
| 2024                                                               | Hot Mess                          | —                    | 6                    | —                    | —                    | —                    | Hors album |
| « — » signifie que le titre ne s'est pas classé dans cette région. |                                   |                      |                      |                      |                      |                      |            |

### Autres singles
| Année                                                              | Titre                                 | Meilleures positions | Meilleures positions | Meilleures positions | Album                       |
| Année                                                              | Titre                                 | COR                  | USA World            | MON                  | Album                       |
| ------------------------------------------------------------------ | ------------------------------------- | -------------------- | -------------------- | -------------------- | --------------------------- |
| 2021                                                               | Dreams Come True                      | 8                    | 7                    | 197                  | Winter SMTOWN: SMCU Express |
| 2022                                                               | Beautiful Christmas (avec Red Velvet) | 113                  | —                    | —                    | Winter SMTOWN: SMCU Palace  |
| 2023                                                               | Jingle Bell Rock                      | 142                  | —                    | —                    | Hors album                  |
| « — » signifie que le titre ne s'est pas classé dans cette région. |                                       |                      |                      |                      |                             |

## Tournées
| Année     | Nom                                        | Dates | Pays | Réf.   |
| --------- | ------------------------------------------ | ----- | --- | ------ |
| 2023      | aespa 1st World Tour - Synk: Hyper Line    | 31    | Corée du Sud, Japon, Indonésie, Thaïlande, États-Unis, Mexique, Brésil, Chili, Allemagne, Royaume-Uni, France                                                  | [ 62 ] |
| 2024–2025 | aespa 2nd World Tour - Synk: Parallel Line | 41    | Corée du Sud, Japon, Singapour, Chine, Taiwan, Indonésie, Australie, Thaïlande, États-Unis, Mexique, Canada, Royaume-Uni, France, Pays-Bas, Allemagne, Espagne | [ 63 ] |

## Vidéographie
| Année | Titre                                                             | Réalisateur(s)                        | Durée |
| ----- | ----------------------------------------------------------------- | ------------------------------------- | ----- |
| 2021  | ep.1 'Black Mamba' - SM Culture Universe                          | Taeheung Son et Min Heo (37th Degree) | 10:29 |
| 2022  | ep.2 'Next Level' - SM Culture Universe                           | Taeheung Son (37th Degree)            | 17:19 |
| 2023  | ep.3 'Girls (Don’t you know I’m a Savage?)' - SM Culture Universe | Taeheung Son (37th Degree)            | 17:02 |
| 2023  | ep.1 'Better Things To Do with MY Time' - Better Things Sitcom    | OHA Studio                            | 18:45 |
| 2023  | ep.2 'Better Things To Do with MY Holiday' - Better Things Sitcom | OHA Studio                            | 15:12 |
| 2023  | ep.3 'Better Things To Do' - Better Things Sitcom                 | OHA Studio                            | 13:30 |

## Récompenses et nominations

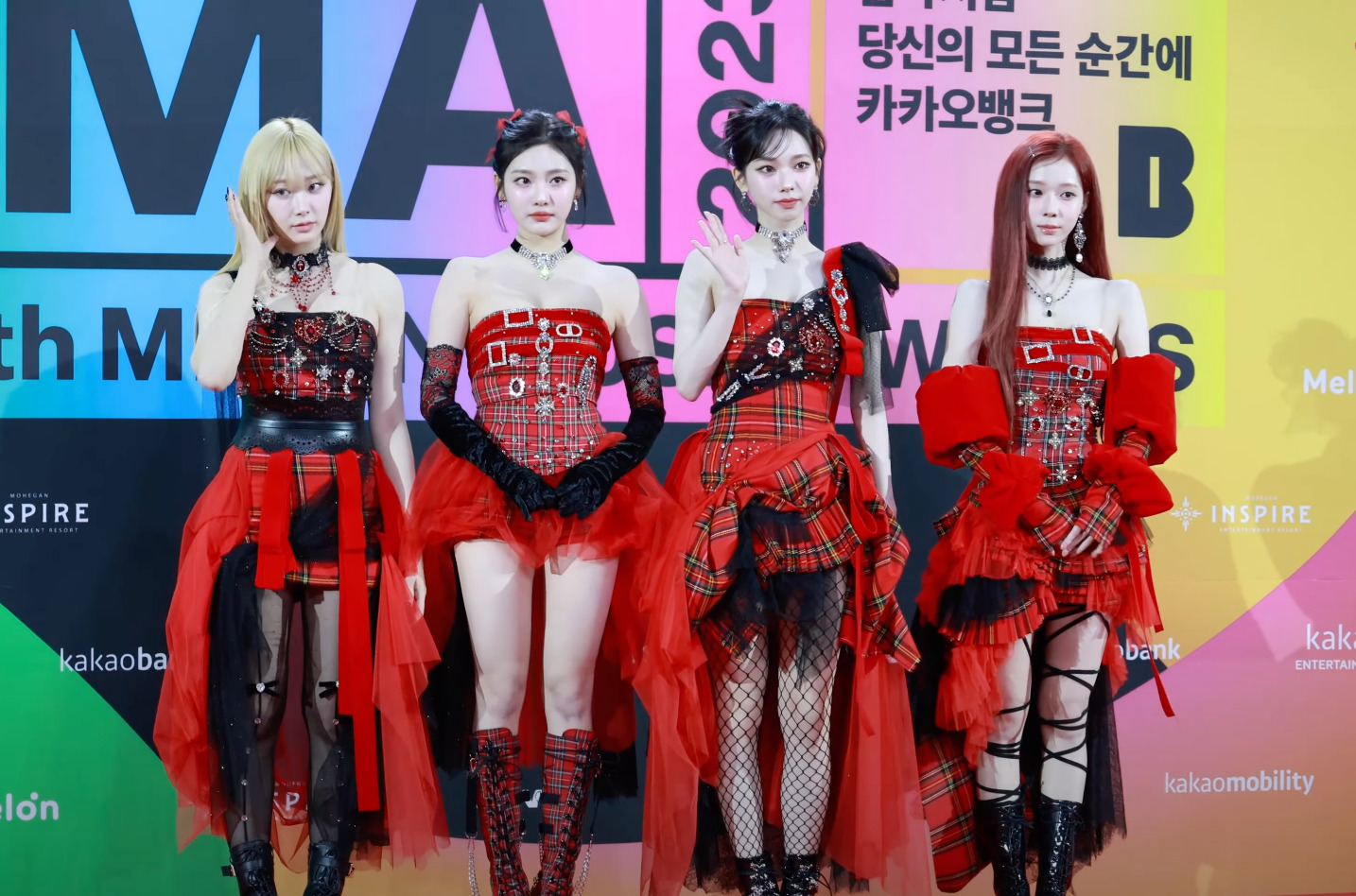
aespa aux MelOn Music Awards en décembre 2023.

Liste des récompenses et nominations de aespa aux principales cérémonies de récompenses musicales sud-coréennes :

### Asia Artist Awards
| Année | Catégorie                   | Travail nommé | Résultat | Réf.   |
| ----- | --------------------------- | ------------- | -------- | ------ |
| 2021  | Hot Trend Award - Singer    | aespa         | Lauréat  | [ 64 ] |
| 2021  | Rookie of the Year - Singer | aespa         | Lauréat  | [ 64 ] |
| 2021  | Stage of the Year (Daesang) | Next Level    | Lauréat  | [ 64 ] |
| 2024  | Best Artist Award - Singer  | aespa         | Lauréat  | [ 65 ] |

### Circle Chart Music Awards
| Année | Catégorie                                     | Travail nommé    | Résultat   | Réf.   |
| ----- | --------------------------------------------- | ---------------- | ---------- | ------ |
| 2020  | Rookie of the Year - Digital Music            | Black Mamba      | Lauréat    | [ 66 ] |
| 2021  | World Rookies of the Year                     | aespa            | Lauréat    | [ 67 ] |
| 2021  | Artist of the Year (Digital) - May 2021       | Next Level       | Nomination | [ 67 ] |
| 2022  | Artist of the Year (Digital) - December 2021  | Dreams Come True | Nomination | ,      |
| 2022  | Artist of the Year (Digital) - July 2022      | Girls            | Lauréat    | ,      |
| 2022  | Artist of the Year (Physical) - Third Quarter | Girls            | Nomination | ,      |
| 2023  | Artist of the Year - Digital                  | Spicy            | Nomination | ,      |
| 2023  | Artist of the Year - Unique Listeners         | Spicy            | Lauréat    | ,      |
| 2023  | Artist of the Year - Global Streaming         | Spicy            | Nomination | ,      |
| 2023  | Artist of the Year - Physical Album           | My World         | Nomination | ,      |

### Golden Disc Awards
| Année | Catégorie                   | Travail nommé | Résultat   | Réf.   |
| ----- | --------------------------- | ------------- | ---------- | ------ |
| 2021  | New Artist of the Year      | aespa         | Lauréat    | [ 72 ] |
| 2021  | Best Digital Song (Bonsang) | Next Level    | Lauréat    | [ 72 ] |
| 2021  | Song of the Year (Daesang)  | Next Level    | Nomination | [ 72 ] |
| 2021  | Best Album (Bonsang)        | Savage        | Nomination | [ 72 ] |
| 2023  | Best Digital Song (Bonsang) | Spicy         | Nomination | [ 73 ] |
| 2023  | Best Album (Bonsang)        | My World      | Lauréat    | [ 73 ] |
| 2023  | Album of the Year (Daesang) | My World      | Nomination | [ 73 ] |
| 2024  | Best Digital Song (Bonsang) | Supernova     | Lauréat    | [ 74 ] |
| 2024  | Song of the Year (Daesang)  | Supernova     | Lauréat    | [ 74 ] |
| 2024  | Best Album (Bonsang)        | Armageddon    | Lauréat    | [ 74 ] |
| 2024  | Album of the Year (Daesang) | Armageddon    | Nomination | [ 74 ] |

### MAMA Awards
| Année | Catégorie                            | Travail nommé | Résultat   | Réf.   |
| ----- | ------------------------------------ | ------------- | ---------- | ------ |
| 2021  | Worldwide Fans’ Choice TOP 10        | aespa         | Nomination | [ 75 ] |
| 2021  | Best New Female Artist               | aespa         | Lauréat    | [ 75 ] |
| 2021  | Best Dance Performance Female Group  | Next Level    | Lauréat    | [ 75 ] |
| 2021  | Song of the Year (Daesang)           | Next Level    | Nomination | [ 75 ] |
| 2021  | Artist of the Year (Daesang)         | aespa         | Nomination | [ 75 ] |
| 2022  | Worldwide Fans’ Choice TOP 10        | aespa         | Nomination | [ 76 ] |
| 2022  | Best Female Group                    | aespa         | Nomination | [ 76 ] |
| 2023  | Worldwide Fans’ Choice TOP 10        | aespa         | Nomination | [ 77 ] |
| 2023  | Best Female Group                    | aespa         | Nomination | [ 77 ] |
| 2023  | Best Dance Performance Female Group  | Spicy         | Nomination | [ 77 ] |
| 2024  | Worldwide Fans’ Choice Female TOP 10 | aespa         | Lauréat    | [ 78 ] |
| 2024  | Best Female Group                    | aespa         | Lauréat    | [ 78 ] |
| 2024  | Best Dance Performance Female Group  | Supernova     | Lauréat    | [ 78 ] |
| 2024  | Best Choreography                    | Supernova     | Lauréat    | [ 78 ] |
| 2024  | Best Music Video                     | Armageddon    | Lauréat    | [ 78 ] |
| 2024  | Song of the Year (Daesang)           | Supernova     | Lauréat    | [ 78 ] |
| 2024  | Artist of the Year (Daesang)         | aespa         | Nomination | [ 78 ] |

### MelOn Music Awards
| Année | Catégorie                    | Travail nommé | Résultat   | Réf.   |
| ----- | ---------------------------- | ------------- | ---------- | ------ |
| 2021  | New Artist of the Year       | aespa         | Lauréat    | [ 79 ] |
| 2021  | Best Female Group            | aespa         | Lauréat    | [ 79 ] |
| 2021  | Top 10 artists (Bonsang)     | aespa         | Lauréat    | [ 79 ] |
| 2021  | Record of the Year (Daesang) | Savage        | Lauréat    | [ 79 ] |
| 2021  | Song of the Year (Daesang)   | Next Level    | Nomination | [ 79 ] |
| 2021  | Artist of the Year (Daesang) | aespa         | Nomination | [ 79 ] |
| 2022  | Best Female Group            | aespa         | Nomination | [ 80 ] |
| 2022  | Top 10 artists (Bonsang)     | aespa         | Nomination | [ 80 ] |
| 2023  | Best Female Group            | aespa         | Nomination | [ 81 ] |
| 2023  | Millions Top 10 Award        | My World      | Lauréat    | [ 81 ] |
| 2023  | Top 10 artists (Bonsang)     | aespa         | Lauréat    | [ 81 ] |
| 2023  | Song of the Year (Daesang)   | Spicy         | Nomination | [ 81 ] |
| 2023  | Album of the Year (Daesang)  | My World      | Nomination | [ 81 ] |
| 2023  | Artist of the Year (Daesang) | aespa         | Nomination | [ 81 ] |
| 2024  | Best Performance - Female    | aespa         | Lauréat    | [ 82 ] |
| 2024  | Best Female Group            | aespa         | Lauréat    | [ 82 ] |
| 2024  | Millions Top 10 Award        | Armageddon    | Lauréat    | [ 82 ] |
| 2024  | Top 10 artists (Bonsang)     | aespa         | Lauréat    | [ 82 ] |
| 2024  | Song of the Year (Daesang)   | Supernova     | Lauréat    | [ 82 ] |
| 2024  | Album of the Year (Daesang)  | Armageddon    | Lauréat    | [ 82 ] |
| 2024  | Artist of the Year (Daesang) | aespa         | Lauréat    | [ 82 ] |

### Seoul Music Awards
| Année | Catégorie                   | Travail nommé | Résultat   | Réf.   |
| ----- | --------------------------- | ------------- | ---------- | ------ |
| 2020  | New Artist of the Year      | aespa         | Lauréat    | [ 83 ] |
| 2021  | Bonsang Award (Main Prize)  | aespa         | Lauréat    | [ 84 ] |
| 2021  | Daesang Award (Grand Prize) | aespa         | Nomination | [ 84 ] |
| 2022  | Bonsang Award (Main Prize)  | aespa         | Lauréat    | [ 85 ] |
| 2022  | Daesang Award (Grand Prize) | aespa         | Nomination | [ 85 ] |
| 2023  | Bonsang Award (Main Prize)  | aespa         | Lauréat    | [ 86 ] |
| 2023  | Daesang Award (Grand Prize) | aespa         | Nomination | [ 86 ] |